# Аганін Микола Володимирович/Temp

## Життєпис
Микола Володимирович Аганін народився 18 травня 1961 року у селі Порохні Новоазовського району Донецької області. Навчався у Челюскінській середній школі, 1977 року закінчив професійно-технічне училище № 52 міста Жданова, де здобув професію електрогазозварювальника. У 1980—1983 рр. проходив строкову військову службу у Військово-Морському флоті СРСР.
Більшість життя Микола Володимирович жив у селі Козацькому (нині — Новоазовської міської громади) Донецької області. Працював трактористом і слюсарем у колгоспі, також займався ремонтом автомобілів і фермерством, виховав трьох дітей. 2015 року, із початком бойових дій на Донеччині, з рідного села, яке опинилося під окупацією, Микола Володимирович разом із родиною вимушено переїздить до Маріуполя, де працював слюсарем у трамвайно-тролейбусному депо.
Наприкінці 2016 року прийнятий на військову службу за контрактом до лав Збройних Сил України і до 2020 року служив у 54-й окремій механізованій бригаді на посаді командира інженерно-саперного відділення, за час служби неодноразово відзначений відомчими нагородами, 2017 року нагороджений відзнакою Президента України «За участь в антитерористичній операції».
За словами рідних, із початком повномасштабного російського вторгнення Миколі Володимировичу зателефонували із ОЗСП «Азов» і запросили приєднатися до їхнього підрозділу. Він, хоча на той час уже досягнув «непризовного» 60-річного віку, проте вирішив стати на захист Маріуполя і незабаром обійняв у «Азові» посаду старшого кулеметника. Після боїв за Маріуполь, як і більшість захисників Маріуполя, опинився на території металургійного комбінату «Азовсталь».
20 травня 2022 року за наказом вищого військового керівництва заради збереження життя людей Микола Володимирович вийшов з побратимами з «Азовсталі» та потрапив у так званий «полон за домовленістю». Утримувався на території колишньої Волноваської виправної колонії № 120 в окупованому селищі Молодіжному, що неподалік колишнього адміністративного центру селищної ради Оленівки колишнього Волноваського (нині — Кальміуського) району Донецької області, де окупанти утворили фільтраційну в'язницю. Звідти «Матрос» телефонував двічі (декому з українських воїнів вдалося пронести у неволю телефони), під час останньої розмови, приблизно за тиждень до загибелі, він натякнув, що незабаром повернеться, бо його обіцяють обміняти.
У ніч на 29 липня 2022 року прийняв мученицьку смерть у полоні внаслідок масового вбивства військовополонених, влаштованого окупантами у колонії в Оленівці.
Після репатріації тіла протягом довгих 10 місяців тривала ідентифікація, після чого старшого солдата Аганіна було поховано з військовими почестями на Алеї Слави столичного Берковецького кладовища.

## Родина
У Миколи Володимировича залишились дружина, троє дітей та шість онуків.

## Нагороди
- орден «За мужність» ІІІ ступеня (3 листопада 2023 р., посмертно)  — за особисту мужність і самовідданість, виявлені у захисті державного суверенітету та територіальної цілісності України, сумлінне та бездоганне служіння Українському народові[5];
- відзнака Президента України «За участь в антитерористичній операції» (2017)[1];
- Почесний нагрудний знак начальника Генерального штабу — Головнокомандувача Збройних Сил України «За взірцевість у військовій службі» III ступеня[1];
- почесна відзнака 54-ї окремої механізованої бригади «Хрест 54 ОМБр»[1];
- медаль «За розмінування»[1].